# Bitwa pod Point Pelee
Bitwa pod Point Pelee – starcie zbrojne, które miało miejsce 28 maja 1763 roku w trakcie Powstania Pontiaka.
13 maja 1763 roku flotylla brytyjska licząca 10 łodzi wiosłowych pod dowództwem Corneliusa Cuylera wyruszyła z Fortu Niagara kierując się ku Fortowi Detroit. Na łodziach znajdowało się 96 Rangersów Królowej i 139 beczek z zaopatrzeniem. 28 maja żołnierze wyszli na brzeg w rejonie Point Pelee w odległości 25 mil od rzeki Detroit. W trakcie przygotowywania przez żołnierzy obozu na brzegu, nastąpił gwałtowny atak Indian Trzech Ognisk ukrytych w pobliskim lesie. Rangersi wpadli w panikę i rzucili się w kierunku łodzi, ginąc od uderzeń tomahawkiem lub trafiając do niewoli. Zaledwie dwóm łodziom udało się odpłynąć z czterdziestoma żołnierzami na pokładzie i rannym dowódcą. Anglicy udali się do Presqu’ile a następnie do fortu Detroit.